# 仁化县暴动纪念碑
仁化县暴动纪念碑，位于中国广东省韶关市仁化县丹霞镇水南管理区，为仁化县的一个市级文物保护单位，类型为近现代重要史迹及代表性建筑，公布时间为1982年2月27日。
仁化县暴动纪念碑建于1987年4月。